# Montescudo
Montescudo (Muntscùdli o Mont Scud in romagnolo) è una frazione del comune italiano di Montescudo-Monte Colombo nella provincia di Rimini, in Emilia-Romagna. Già comune autonomo, il 1º gennaio 2016 è confluito nel nuovo ente assieme al comune di Monte Colombo. Montescudo confina con i comuni di Coriano, Faetano (RSM), Gemmano e Sassofeltrio (PU).
Il paese è collocato sulla collina ai piedi del Monte Godio, in posizione panoramica.

## Origine del nome
Il nome più antico del borgo è Rio Alto; in seguito diventò Mons Scutulus, Montescudolo, Montescutello ed infine fu mutato con l'annessione al Regno d'Italia 1862 in quello attuale.

## Storia

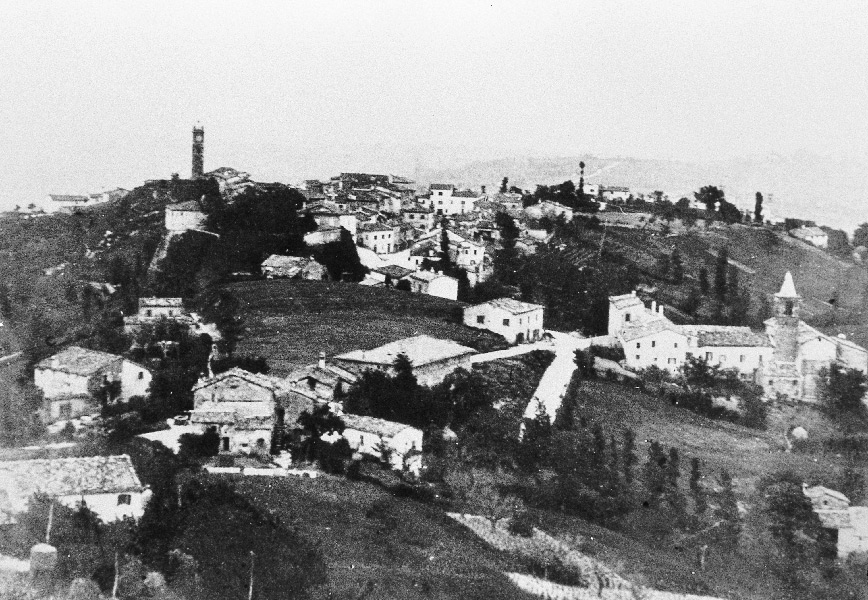
Montescudo, panoramica storica

Nel 1795 e nel 1874 nei pressi delle chiese di S. Biagio e S. Simeone vennero rinvenute tombe romane e una colonna che serviva di sostegno ad un'ara di un tempio pagano. 
Le origini del primo castello risalgono agli inizi del X secolo. 
Nel 1233 i Montescudesi giurarono fedeltà al Comune di Rimini, sottraendosi all'obbedienza dei Signori di Urbino. Dal 1239 al 1499 fu continuamente conteso anche con sanguinose battaglie tra i Malatesta e i Montefeltro. Nel 1555 il Papa lo donò al marchese Nicolò di Bagno fino al 1656 anno in cui tornò sotto lo Stato Pontificio. Nel 1722 metà del paese venne distrutto da una frana.
Durante la campagna Napoleonica in Italia, allorché la Romagna venne invasa dai francesi, il 6 febbraio del 1797 una deputazione di Montescudesi si recò a Rimini a rendere omaggio al generale Napoleone Bonaparte. Conosciute da questi le loro aspirazioni liberali, pronunciò le memorabili parole: "Montescudo è degno della bandiera francese". Infatti lo onorò di tale vessillo mandandoglielo in regalo ed insignì il gonfalone del comune dei colori della bandiera di Francia. Costituita la Repubblica Cisalpina nel 1798, Napoleone si ricordò di Montescudo e lo elevò a terzo Cantone del Dipartimento del Rubicone nonché Distretto Territoriale, assegnandogli vari Uffici quali: la Pretura, il Catasto, la Leva, il Censo, e l'ufficio Postale. 
Dopo la caduta di Napoleone nel 1815 Montescudo ritornò sotto il Governo Pontificio che, per i suoi sentimenti liberali in precedenza dimostrati, venne ridotto a semplice Comune senza appodiati. Però nel 1818 riprese il suo posto in Comune Capo Ufficio, aggregandosi il Castello di Albereto e le Parrocchie di Trarivi e S. Maria del Piano. Nel 1860 venne a far parte del nuovo Regno d'Italia.

Posizione dell'ex comune di Montescudo all'interno della provincia di Rimini.

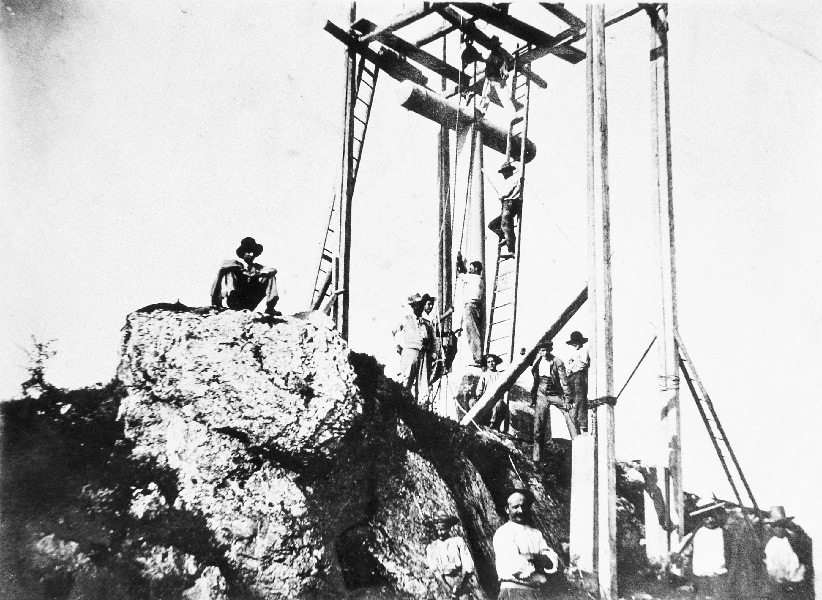
Costruzione della Croce Monumentale, 1901

Nel 1901 fu inaugurata, per iniziativa del parroco di Trarivi don Antonio Urbinati e con l'adesione degli altri parroci del territorio e del sindaco Andrea Fantini, una croce monumentale sul Montescudo. La croce, quadra, di pietra arenaria di San Marino,  opera del marmista Luigi Reffi, si trova nella parte centrale del monte e sulla roccia più alta, e si eleva dal suolo, compreso il doppio basamento marmoreo, di 8,20 metri. Fu abbattuta da un ciclone nel 1906 e subito ricollocata. 
Nell'ultimo conflitto mondiale, durante le azioni belliche del settembre 1944, il paese venne in gran parte distrutto e ricostruito a guerra ultimata.
Dal 1º gennaio 2016 è confluito nel nuovo comune di Montescudo-Monte Colombo.

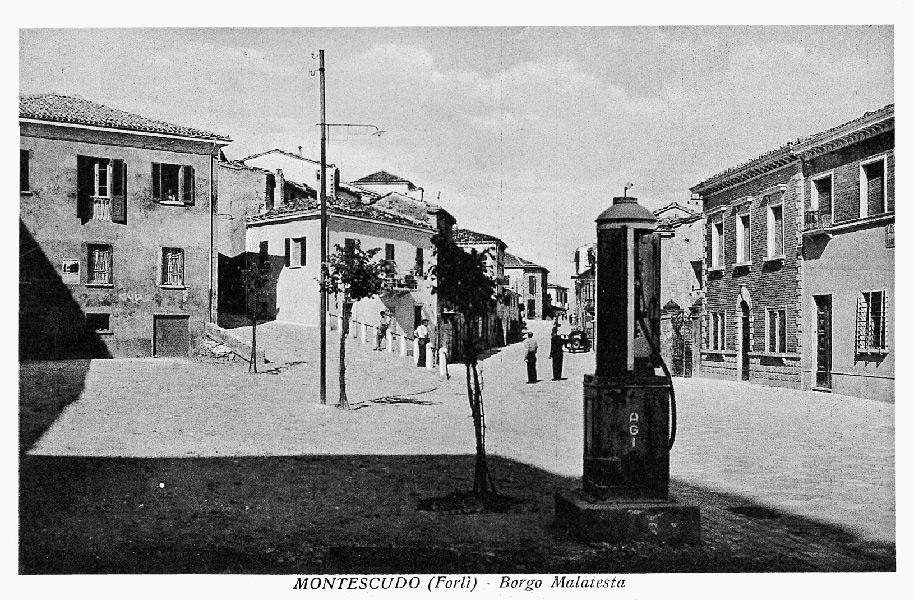
Montescudo, borgo Malatesta

### Simboli
Lo stemma di Montescudo si blasonava: troncato da una fascia ristretta d'argento: nel 1º di rosso, alla croce latina d'oro, infissa sulla sommità di un monte di tre cime all'italiana del medesimo, movente dal tratto superiore della pezza; nel 2º d'oro, al trofeo d'armi consistente in uno scudo d'argento, carico di una corazza d'oro, con elmo del medesimo, il tutto accollato, in croce di Sant'Andrea, a due spade d'acciaio, guarnite d'oro, e a due bandiere con i colori della Repubblica Francese. Il gonfalone era un drappo di azzurro.

## Monumenti e luoghi d'interesse

### Architetture civili
- Torre Civica del sec. XIII, pur rimaneggiata mantiene sostanzialmente la sua struttura trecentesca.
- Teatro: risale all'Ottocento e comprende una sala per mostre. Rassegne e spettacoli si tengono durante l'anno.

### Architetture militari
- Mura di cinta: si tratta dei resti delle forti mura erette da Sigismondo Malatesta.
- Castello di Albereto: un piccolo borgo fortificato, recentemente restaurato. Già citato nel 1233 il castello viene rafforzato da Sigismondo Malatesta intorno alla metà del Quattrocento. Rilevante la cinta muraria realizzata secondo i canoni della tipica "scarpata malatestiana", le tre torri circolari, la torre campanaria e la terrazza panoramica.
- Montescudo conserva anche i resti di una rocca malatestiana che faceva parte del sistema difensivo a sud di Rimini.

### Architetture religiose

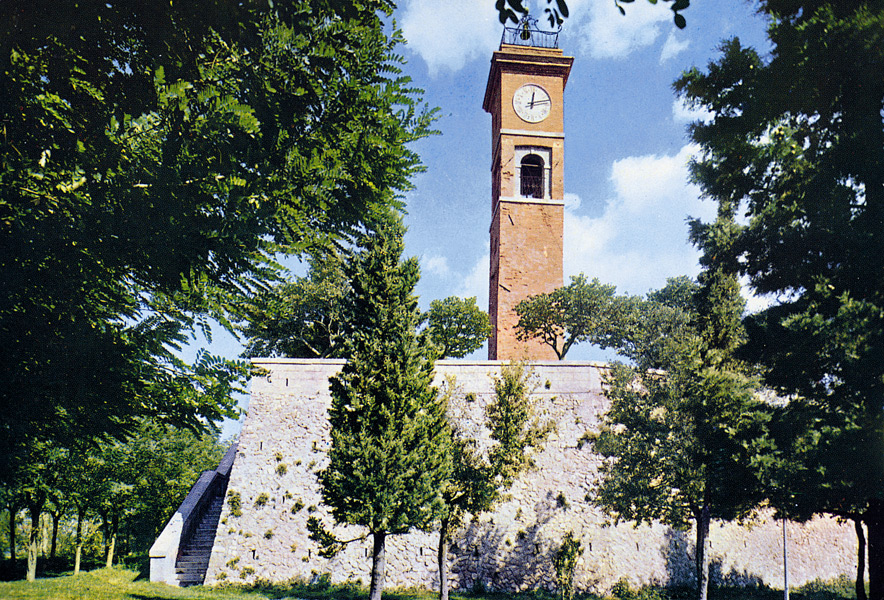
Torre Civica

- Chiesa Parrocchiale di Montescudo. Dedicata ai Santi Biagio e Simeone, vi è custodita una notevole opera d'arte. Si tratta del miracoloso crocifisso del 1300.
- Santuario di Valliano: è posto in una frazione immersa nel paesaggio rurale. All'interno della chiesa si trovano importanti affreschi quattrocenteschi, tra i più belli e ben conservati della Signoria, attribuiti alla scuola del Ghirlandaio.
- Chiesa della Pace di Trarivi: è stata un'antica pieve. Oggi dopo un restauro è diventata la "Chiesa della Pace" dedicata alla fratellanza dei popoli che da queste parti si sono duramente combattuti durante la seconda guerra mondiale. A ricordo dei tragici eventi aggregato alla Chiesa c'è il Museo della Linea Gotica Orientale, che raccoglie appunto reperti e testimonianze delle battaglie avvenute in zona.

### Altro
- Ghiacciaia: un raro esempio di ghiacciaia di epoca malatestiana: si trova sul fianco del piazzale principale.
- Cunicoli sotterranei: congiungevano la rocca con la torre di avvistamento.

### Aree naturali
- Bosco di Albereto: una macchia boschiva di circa 25 ettari ricca di varietà botaniche.

### Museo etnografico di Valliano
I locali adiacenti alla Chiesa ospitano un piccolo museo dedicato alla cultura contadina che presenta vari oggetti in relazione al loro uso, ricostruendo le tradizioni popolari locali.

## Società

### Evoluzione demografica
Abitanti censiti

### Etnie e minoranze straniere
Secondo i dati ISTAT al 31 dicembre 2009 la popolazione straniera residente era di 304 persone. Le nazionalità maggiormente rappresentate in base alla loro percentuale sul totale della popolazione residente erano:
- Marocco 46 1,42%
- Albania 39 1,20%
- Romania 37 1,14%

### Tradizioni e folclore

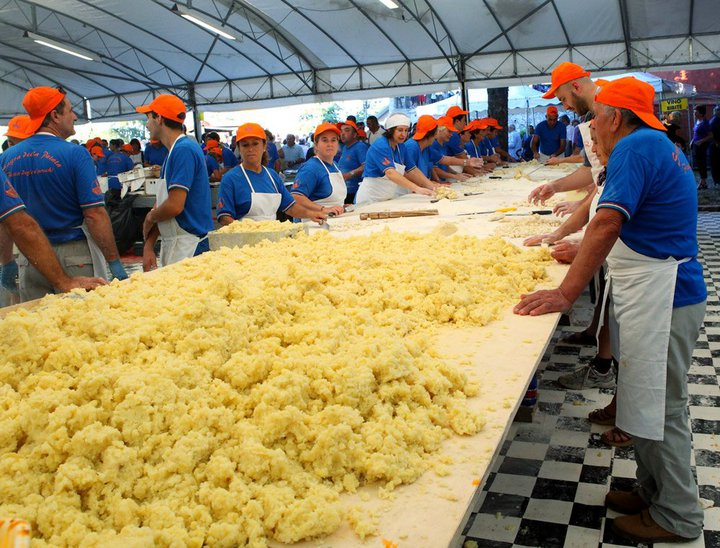
Sagra della Patata

Annualmente si svolge la Sagra della Patata, sotto il patrocinio di comune e associazione Pro Loco. La patata di Montescudo è una varietà tipica del riminese che viene raccolta ad agosto. È considerata ottima per la preparazione degli gnocchi. Viene utilizzata anche per la preparazione del gelato alla patata
La Sagra della Patata è affiancata da una Mostra della Civiltà Contadina, realizzata in collaborazione con Monte Colombo, dove viene dato uno spazio importante alle terrecotte e manifatture locali artigianali.

## Geografia antropica

### Frazioni

#### Santa Maria del Piano
Questa frazione, posta nella vallata del fiume Conca, si trova al confine dell'Emilia-Romagna con le Marche, paese ben noto per l'artigianato della ceramica. La Chiesa settecentesca conserva ancora intatta la sua caratteristica facciata.

#### Trarivi
Rovine belliche della Chiesa di S. Pietro inter rivos/ sec. IX

ora Chiesa della Pace – Museo Storico
Rovine belliche della Chiesa medievale di Trarivi, già Abbazia Benedettina (SEC.IX).
La Chiesa medievale di S. Pietro “inter rivos” fu costruita là dove l'aveva preceduta un tempio dedicato agli idoli, del quale restano sotterra le fondamenta a guisa d semicircolo.
Nell'anno 1775 fu alzata e trasformata, secondo il gusto dell'epoca, in chiesa rinascimentale-barocca. I terribili giorni del settembre 1944 distrussero quasi totalmente la struttura e sovrastruttura settecentesca (le colonne, i capitelli, gli archi, i fregi). Ma sotto il cumulo di macerie, è stata ritrovata, quasi intatta, la solida muratura medievale composta da ciottoli, mattoni (disposti anche a spina di pesce), da pietre da taglio alle porte e agli angoli.
Nei locali interni, è stato collocato il Museo Storico della Linea Gotica Orientale che raccoglie un'ampia collezione di reperti bellici e di foto scattate, soprattutto dai soldati-fotografi inglesi sui campi di battaglia. Narrano le quattro settimane di aspri combattimenti per la conquista di Rimini (25 agosto – 29 settembre 1944 – dal Metauro al Rubicone).
La chiesa è stata restaurata e intitolata alla "Madonna della Pace". Sono diversi gli ex combattenti delle due parti in lotta che in certi periodi si ritrovano qui per ricordare quei tristi tempi.

#### Valliano
La Chiesa di Valliano fu costruita nella seconda metà del Quattrocento (1465 – 1474) sulle rovine della chiesa medievale di S. Maria Succurrente, di cui restano i muri perimetrali sotto l'attuale pavimento del Quattrocento.
Il 3 luglio 1465 fu eretta canonicamente da parte del Capitolo Lateranense, sempre con medesimo titolo. Apparteneva quindi giuridicamente alla Basilica Lateranense come attesta la pietra sopra la porta d'ingresso: "Sub jurisdictione Basilicae Lateranensis quae omnium ecclesiarum caput et mater est".
Nell'anno 1491 fu affidata ai Padri Domenicani di S. Castaldo in Rimini. La costruzione quattrocentesca è ad ampia navata con il tetto a capriate. Ha un elegante presbiterio formato da tre braci di uguali dimensioni e il soffitto a crociera. Gli affreschi (che all'origine ricoprivano interamente i tre bracci) celebrano due soggetti teologici: la Maternità di Maria e il Libro Sacro. 
Valliano, altra località, si trova sul "Rio Melo" e conserva ancora una chiesa romanica, la più antica del circondario che era alle dirette dipendenze della curia romana.

#### Albereto
La località di Albereto con il suo piccolo castello è di data anteriore al castello fondato da Pandolfo Malatesta a Montescudo, e si chiama Albereto appunto perché un tempo si trovava in mezzo a una foresta di querce, tigli, pioppi e pini.
Il castello è stato recentemente ristrutturato e, all'interno delle sue mura, vi sono abitazioni e  un ristorante. 

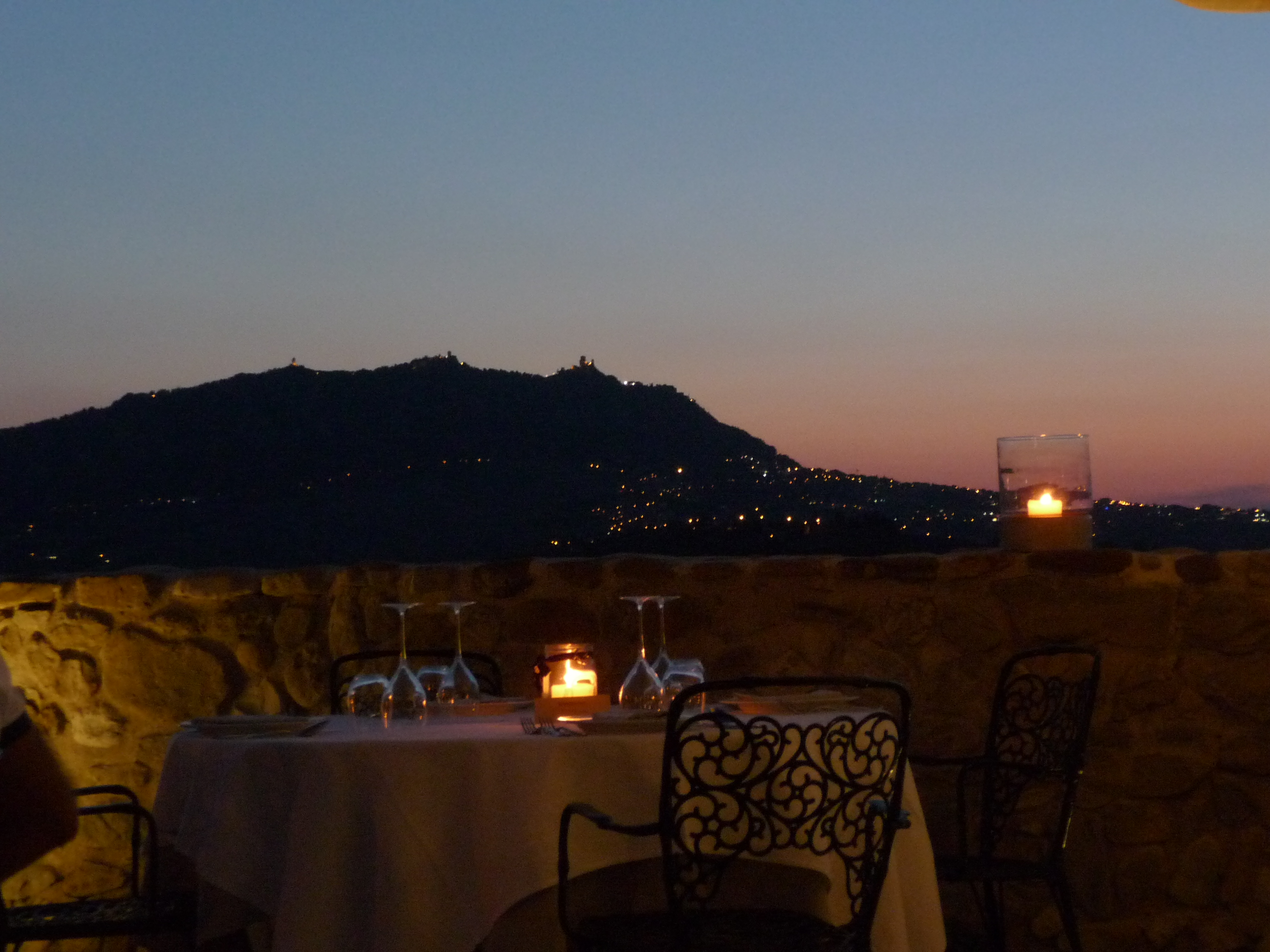
Vista dal ristorante

La chiesa, situata a nord del castello, funge da punto di divisione della strada unica di accesso alla località creando le due vie principali di Albereto: la strada per la repubblica di San Marino e via Montirolo (strada senza uscita). 
Poco note, se non dagli abitanti del luogo, la via dei gatti che unisce tramite un sentiero sterrato la parte sud dalla parte nord di Albereto, la via dei castagni un sentiero attorniato da enormi castagni, la fonte pozzo antico in disuso e la salita della bagotta.

## Amministrazione
Di seguito è presentata una tabella relativa alle amministrazioni che si sono succedute in questo comune.
| Periodo        | Periodo        | Primo cittadino    | Partito                   | Carica  | Note  |
| -------------- | -------------- | ------------------ | ------------------------- | ------- | ----- |
| 27 giugno 1985 | 28 maggio 1990 | Gian Marco Casadei | Democrazia Cristiana      | Sindaco | [ 8 ] |
| 28 maggio 1990 | 24 aprile 1995 | Ruggero Gozzi      | Democrazia Cristiana      | Sindaco | [ 8 ] |
| 24 aprile 1995 | 14 giugno 1999 | Ruggero Gozzi      | lista civica              | Sindaco | [ 8 ] |
| 14 giugno 1999 | 14 giugno 2004 | Ruggero Gozzi      | lista civica              | Sindaco | [ 8 ] |
| 14 giugno 2004 | 8 giugno 2009  | Andrea Pula        | lista civica              | Sindaco | [ 8 ] |
| 8 giugno 2009  | 26 maggio 2014 | Ruggero Gozzi      | lista civica              | Sindaco | [ 8 ] |
| 26 maggio 2014 | 1 gennaio 2016 | Elena Castellari   | lista civica Torre civica | Sindaco | [ 8 ] |

## Sport

### Calcio
La principale squadra di calcio della città è l'A.S.D. Montescudo che milita nel girone B emiliano-romagnolo di 3ª Categoria.
Nella stagione 2002/2003 ha militato nel girone riminese di 3ª Categoria.
Dalla stagione 2003/2004 alla stagione 2008/2009 ha militato in 2ª Categoria.
Dalla stagione 2009/2010 alla stagione 2010/2011 ha militato in 1ª Categoria.
Dalla stagione 2011/2012 alla stagione 2013/2014 ha militato in 2ª Categoria.
I colori sociali sono l'azzurro ed il rosso.

## Galleria d'immagini

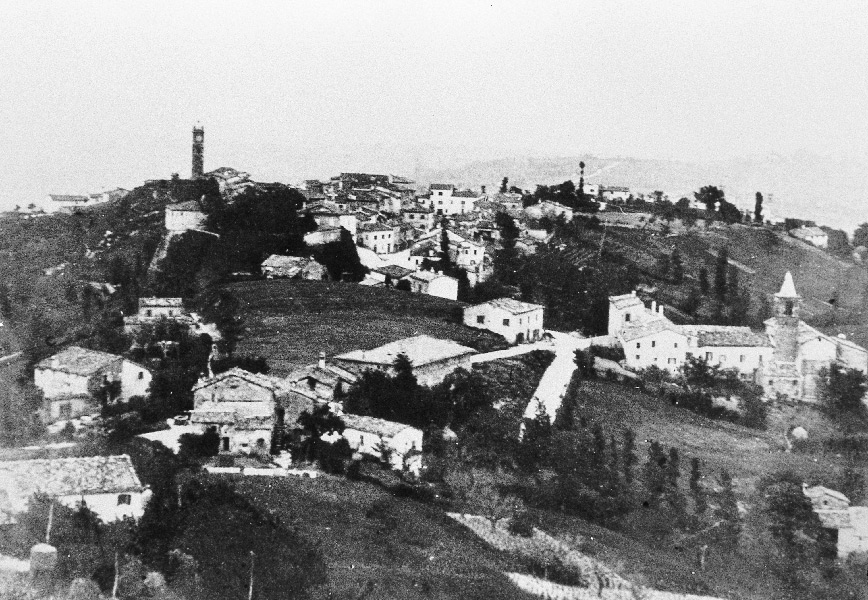
Montescudo ieri
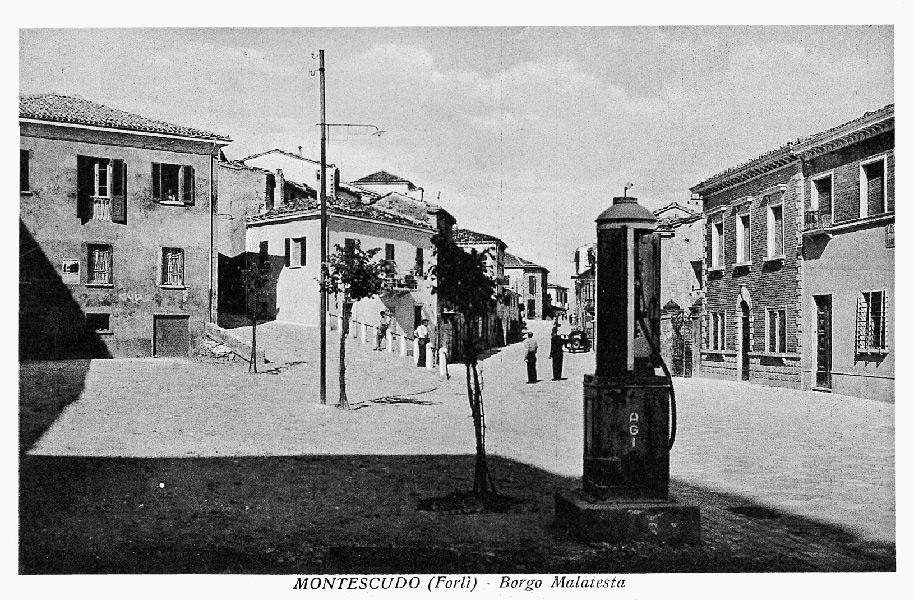
Montescudo. Borgo Malatesta
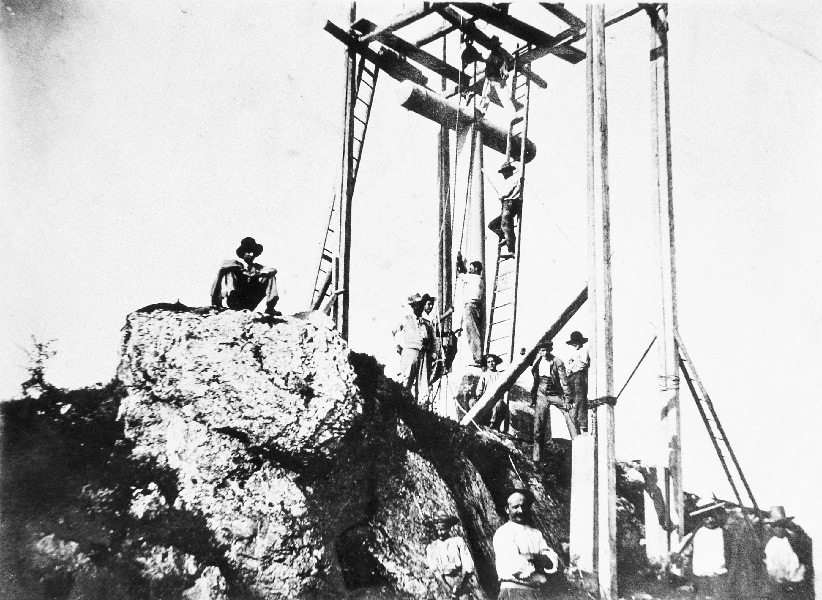
Prima Croce Monumentale sul Montescudo
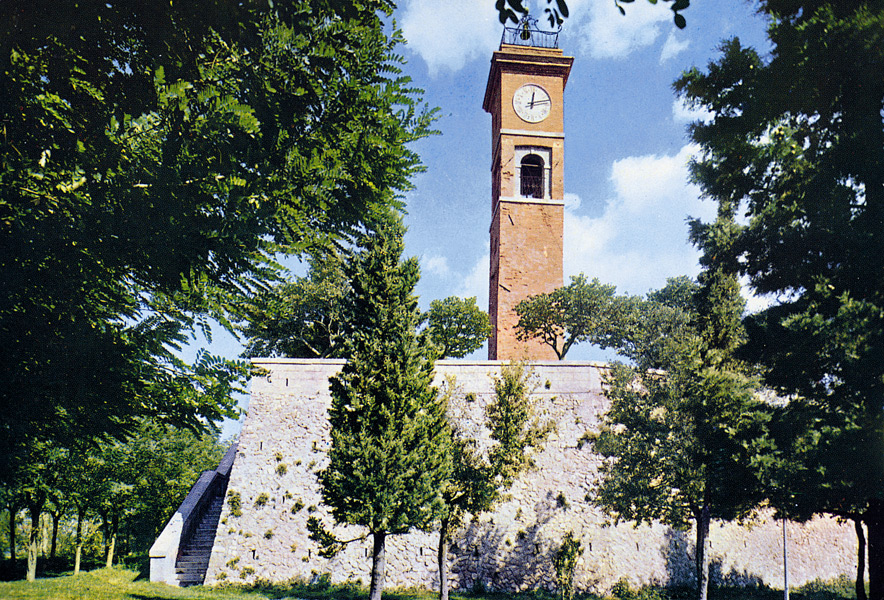
Torre Civica
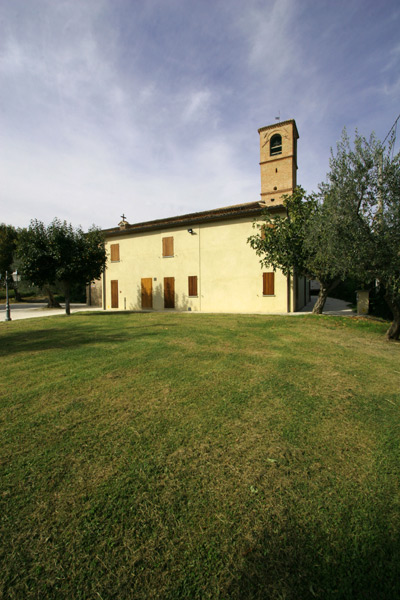
Museo di Valliano.
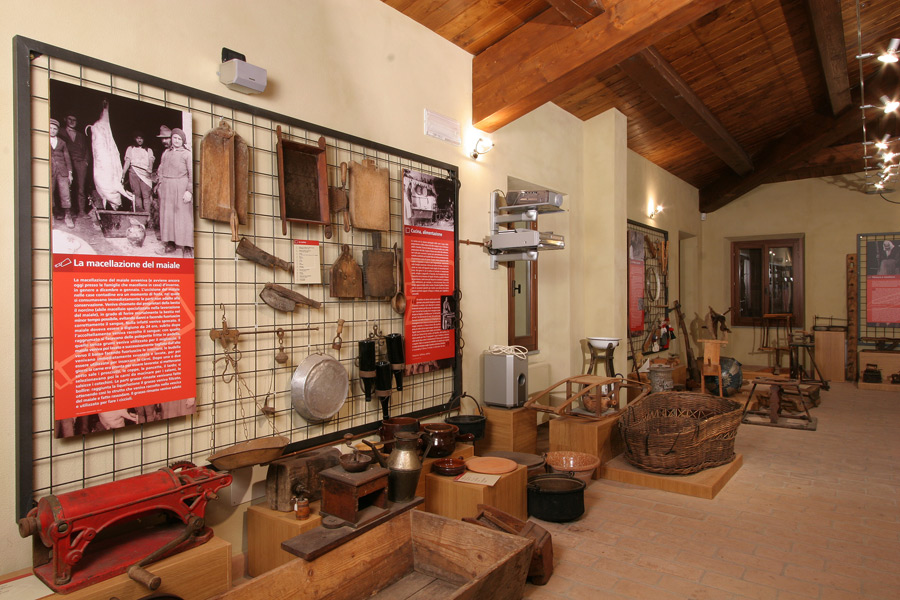
Museo di Valliano. Oggetti.
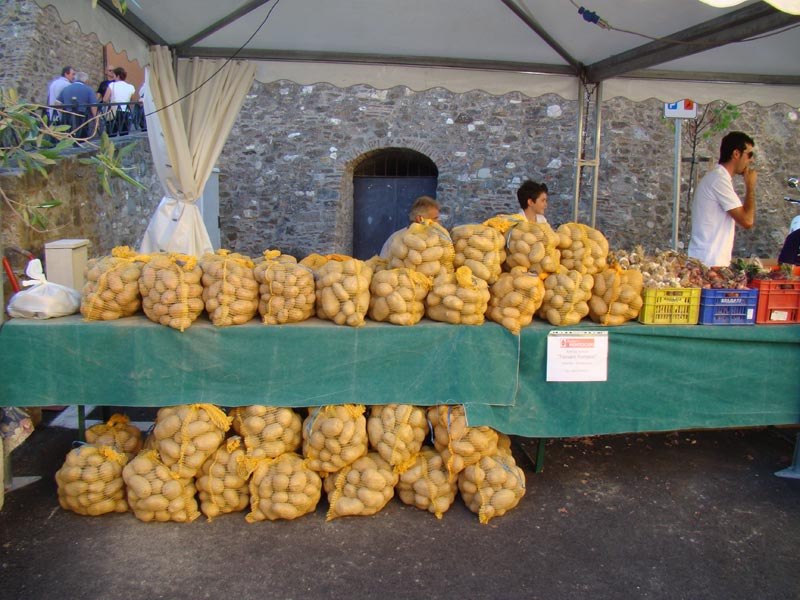
Fiera dei Prodotti Tipici.
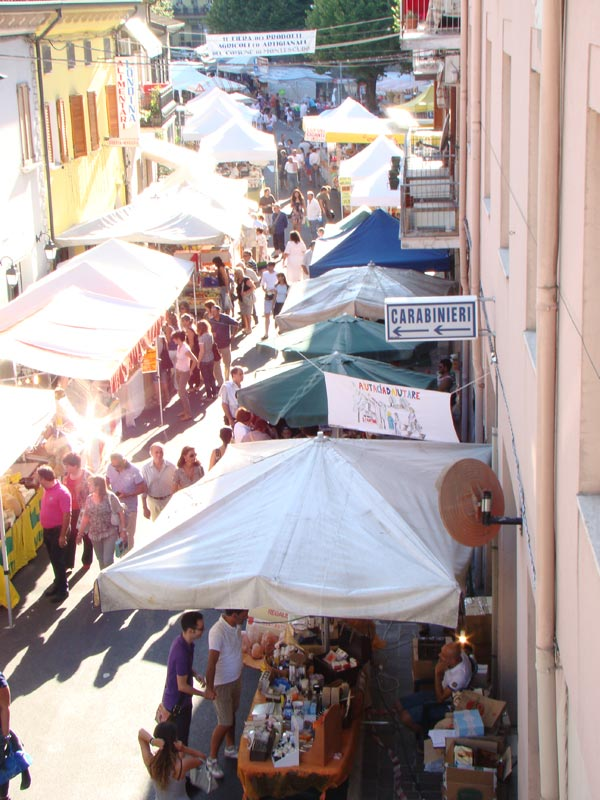
Fiera dei Prodotti Tipici.
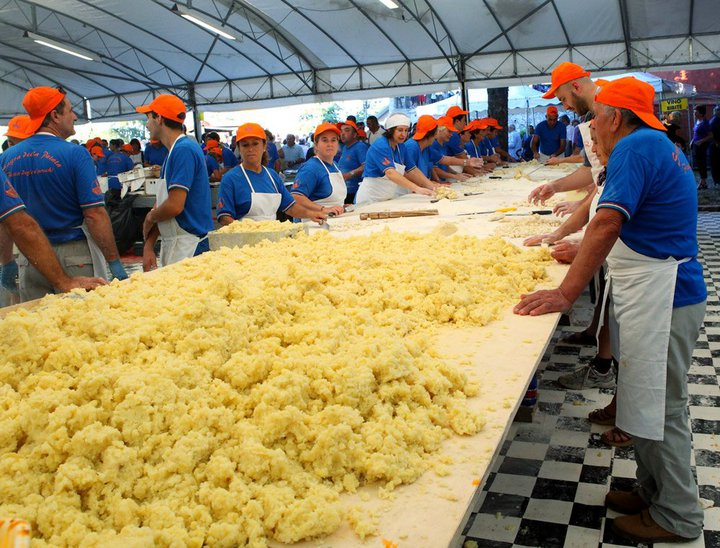
38ª Sagra della Patata 2010.
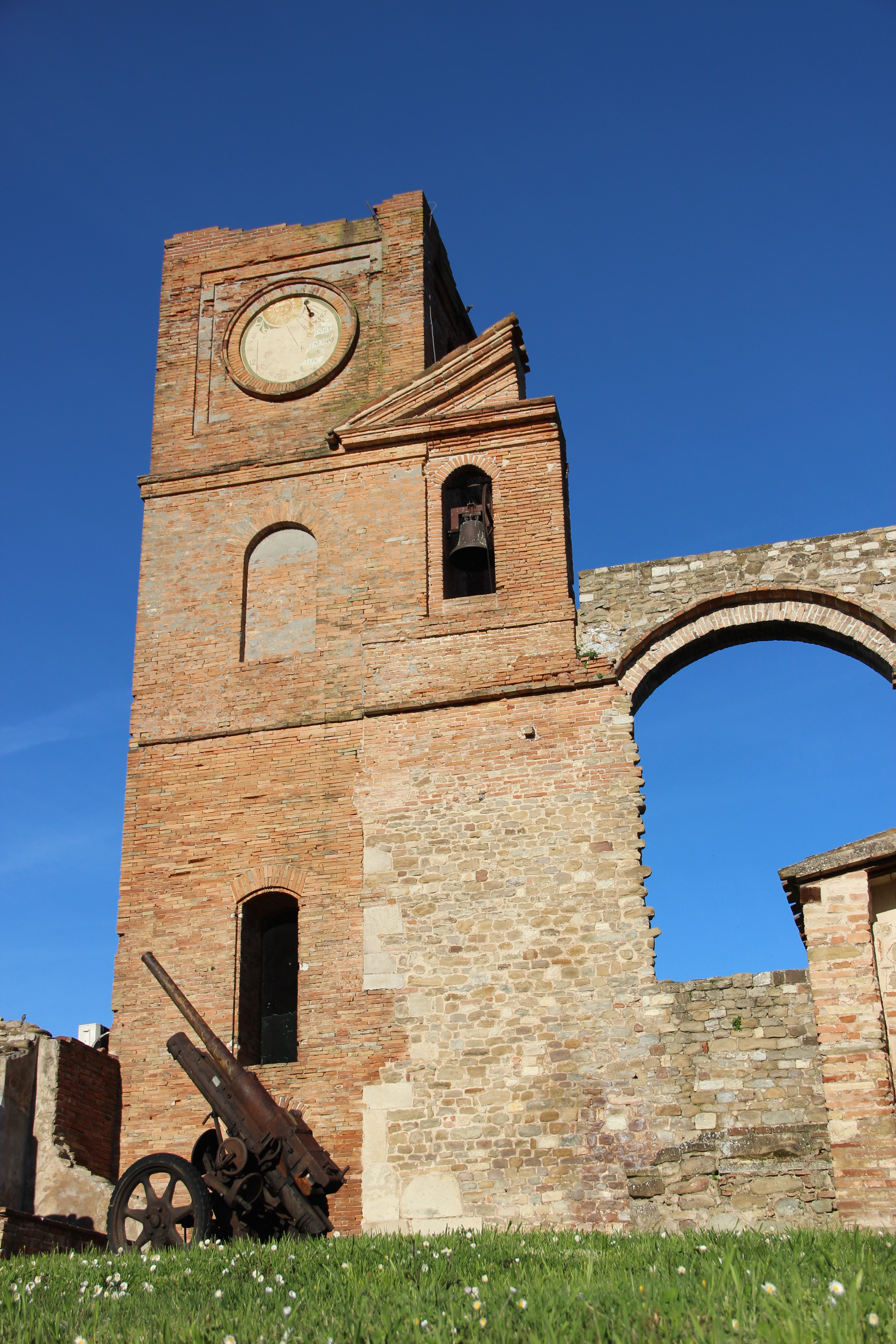
La Chiesa si trova a Trarivi
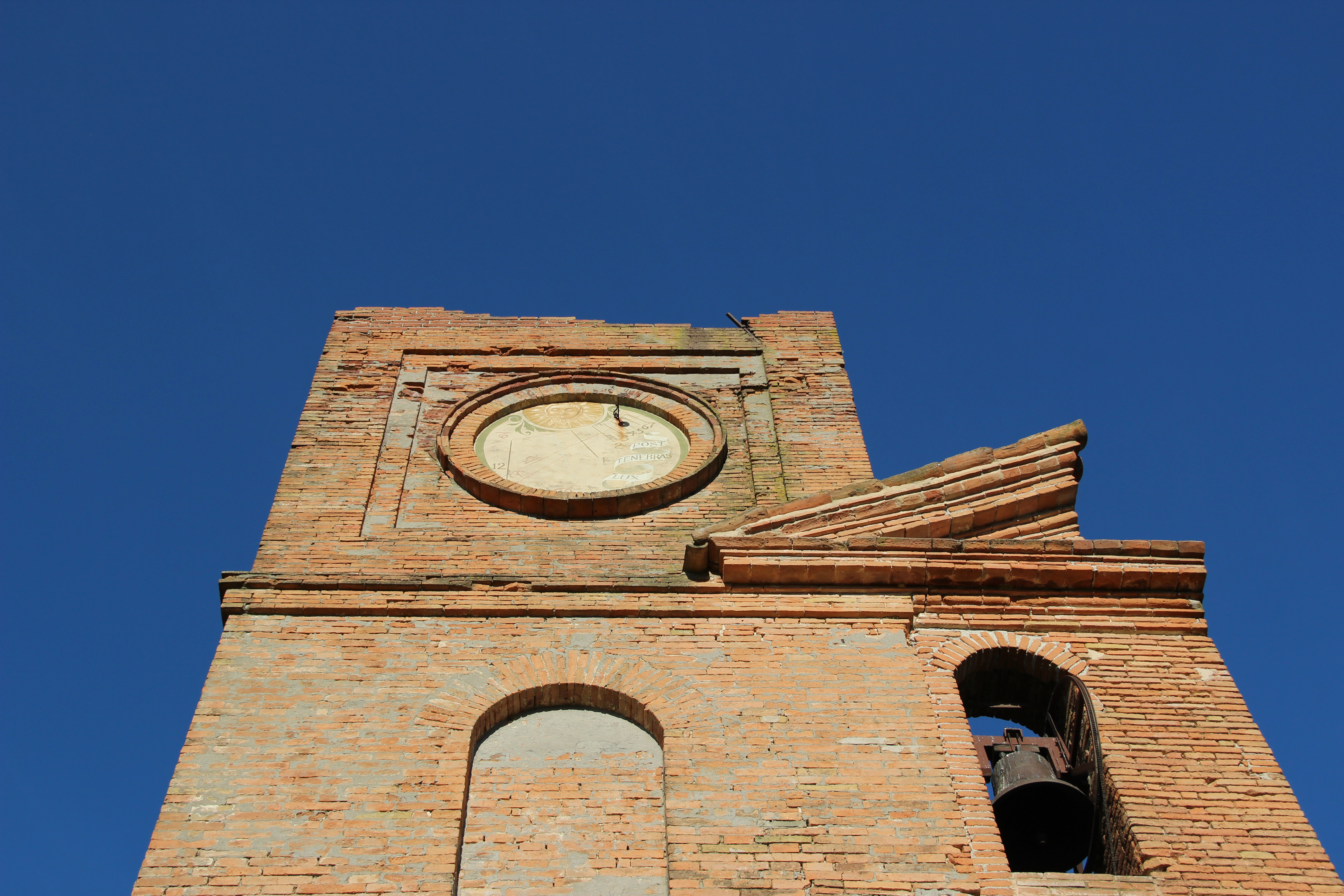
La facciata dilaniata
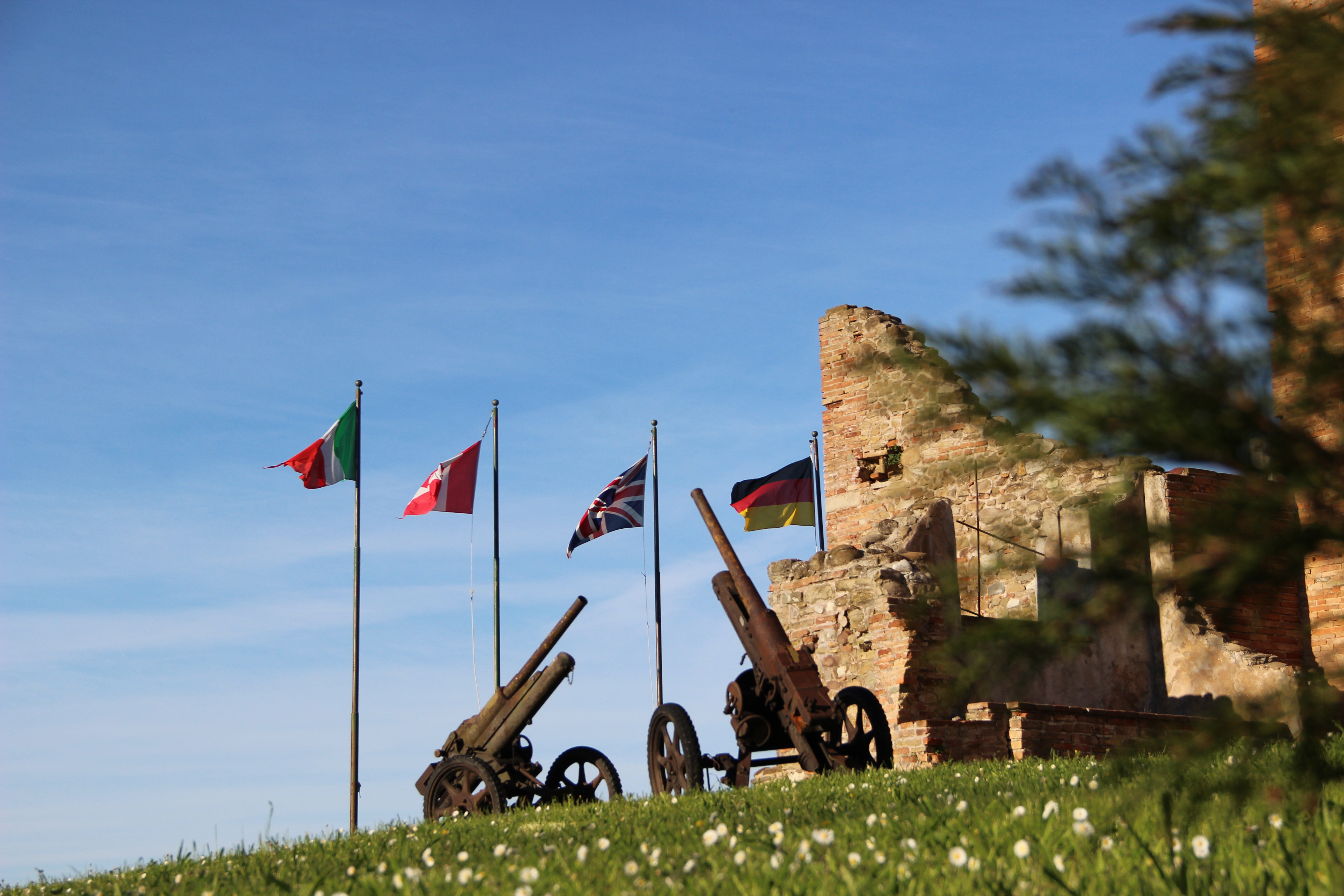
Bandiere di alleati e nemici
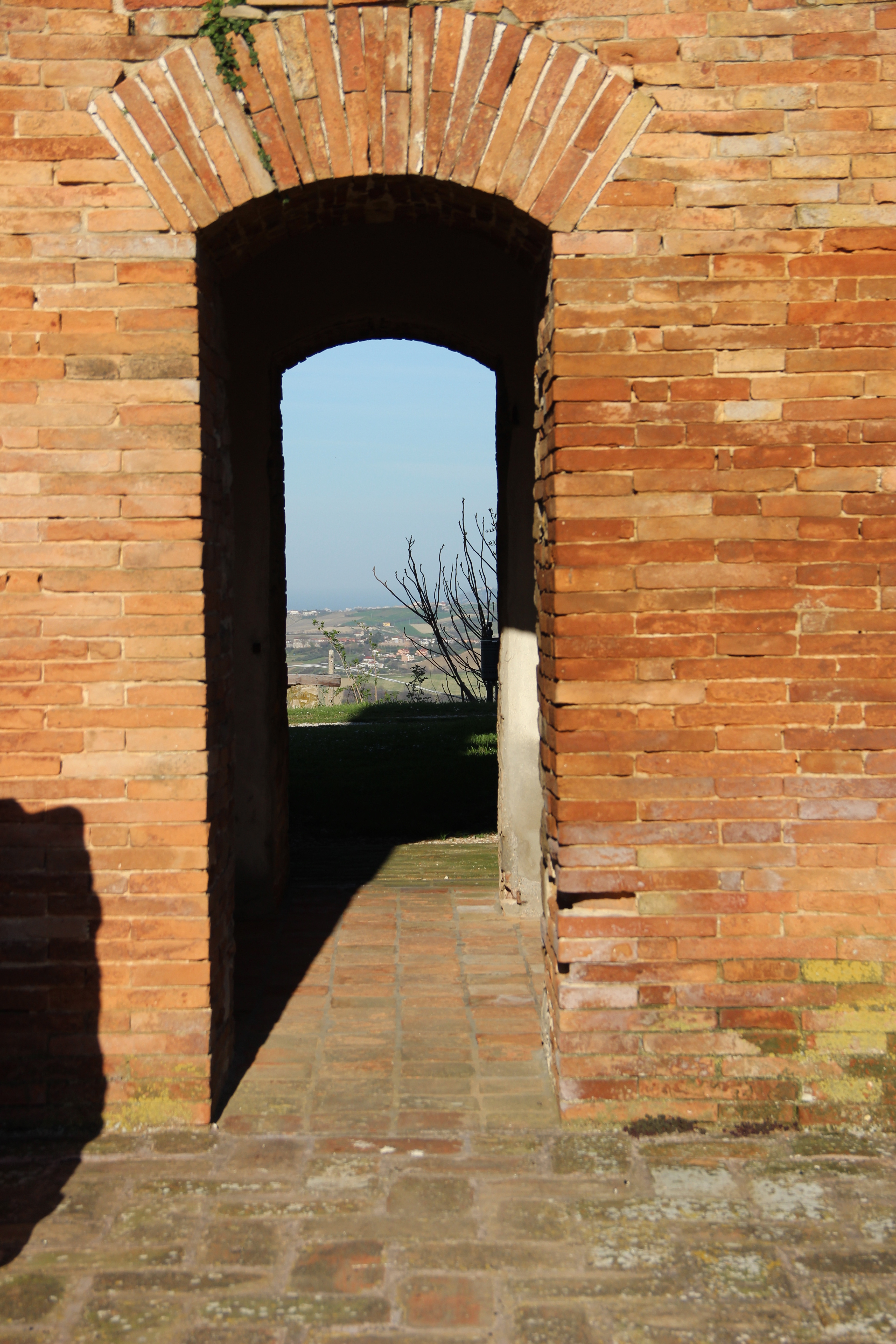
Attraverso il piccolo arco si intravede il mare Adriatico
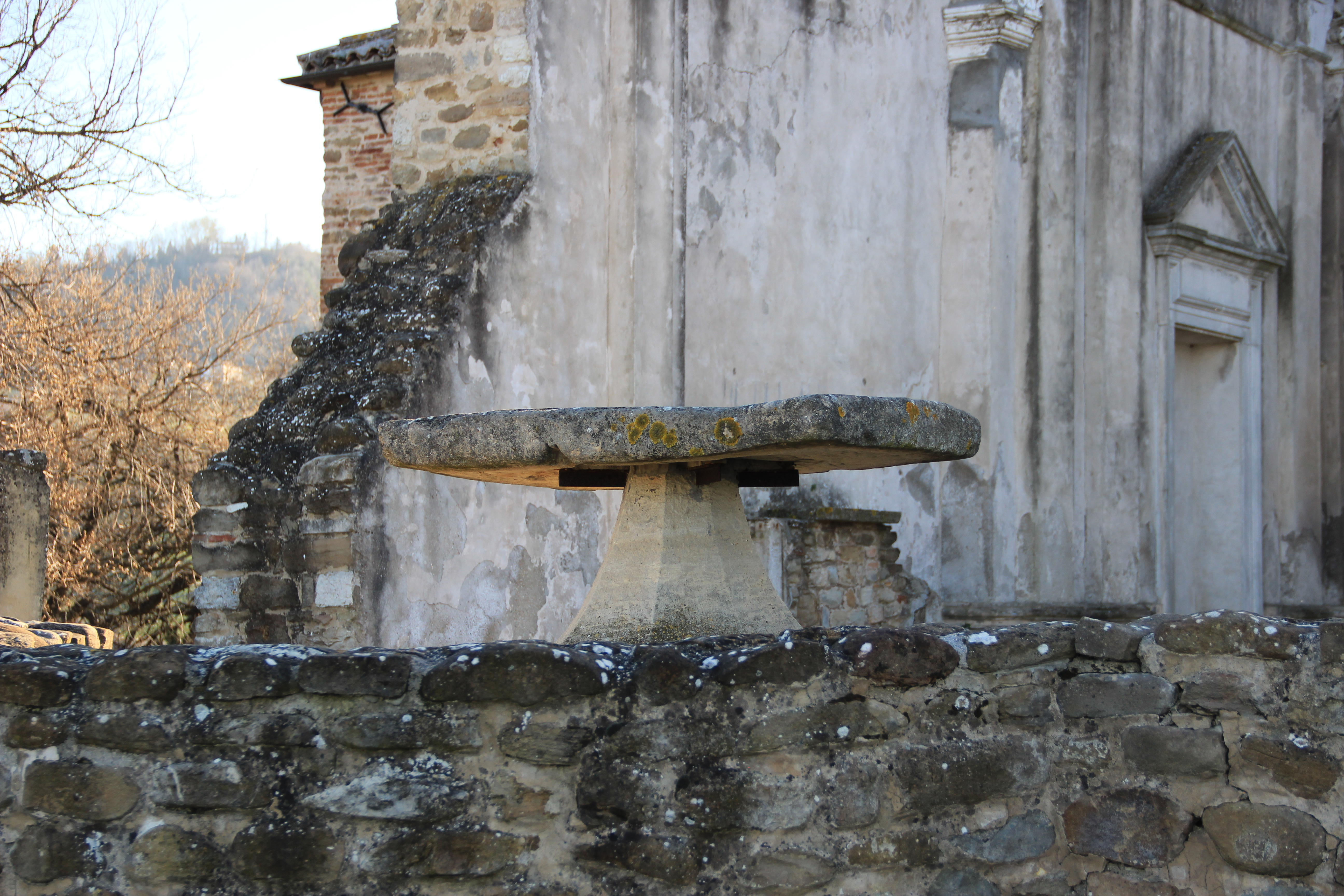
Una immagine che parla di distruzione
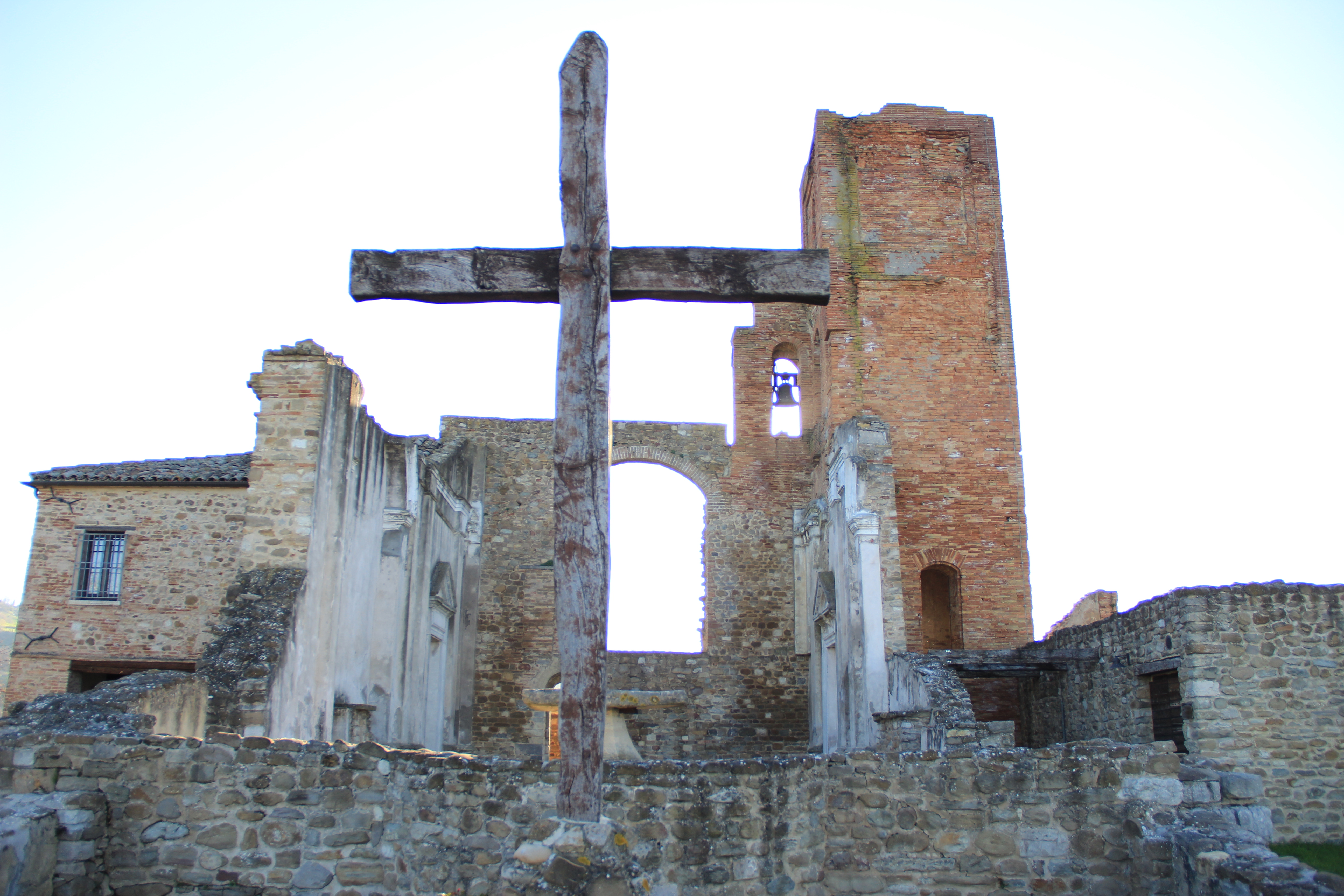
Retro della chiesa